# Artistique-Europameisterschaft 1973

Logo CEB (ausrichtender Verband)

Veranstaltungsort: Saint-Vincent (Aostatal)

Die Billard-Artistique-Europameisterschaft 1973 war das 17. Turnier in dieser Disziplin des Karambolagebillards und fand vom 20. bis zum 22. Mai 1973 in Saint-Vincent (Aostatal) statt.

## Modus
Gespielt wurden 76 verschiedene Figuren mit verschiedenen Punktewertungen. Jeder Teilnehmer hatte pro Figur drei Versuche. Die maximale Punktzahl betrug 500 Punkte.

Gewertet wurde wie folgt:
1. Punkte = Erzielte Punkte
2. Versuche = Anzahl der gespielten Versuche
3. gelöste Figuren = gelöste Figuren
4. HS = Punkte der nacheinander gelösten Figuren
5. % = Prozentual gelöste Figuren

## Abschlusstabelle
| Platz                        | Name               | Punkte | Versuche | gel. Figuren | HS | %       |
| ---------------------------- | ------------------ | ------ | -------- | ------------ | -- | ------- |
| 1                            | Raymond Steylaerts | 255    | 180      | 42           | 44 | 51,00 % |
| 2                            | Léo Corin          | 228    | 182      | 38           | 35 | 45,60 % |
| 3                            | Joaquín Domingo    | 203    | 187      | 34           | 27 | 40,60 % |
| 4                            | Claudio Nadal      | 197    | 190      | 32           | 26 | 39,40 % |
| 5                            | Fernand van Barel  | 179    | 190      | 32           | 35 | 35,80 % |
| 6                            | Juan Ruiz-Guarner  | 169    | 195      | 28           | 23 | 33,80 % |
| 7                            | Giuseppe Tomsich   | 131    | 204      | 23           | 13 | 26,20 % |
| Turnierdurchschnitt: 38,91 % |                    |        |          |              |    |         |